# ازخودبیگانگی اجتماعی
بیگانگی اجتماعی (به انگلیسی: Social alienation) (به انگلیسی: سوشال الی اِنِیشِن) یا در اصطلاح رایج دیگری ازخودبیگانگی فرهنگی به‌معنای احساس جدایی یا بیگانگی با گروهی در اکثریت، قدرت یا صرفا اجتماعی با ویژگی های مشترک در ذهن فرد می باشد. این واژه به‌طور خاص در دست‌نوشته‌های اقتصادی-فلسفی ۱۸۴۴ مارکس بیان شد و از این طریق شهرت یافت. در این کتاب، این اصطلاح برای انسانی به‌کار رفته‌است که با طبیعت انسانی بیگانه شده‌است.
مارکس این اصطلاح را از دو واژهٔ هگلی Entäusserung و Entfremdung گرفته‌است. هگل این دو واژه را برای توصیف آگاهی ناخشنود در تمدن روم و قرون وسطای مسیحی به‌کار برده‌است. مارکس این واژه را برای توصیف کارگران مزدبگیری به‌کار برد که از وضع زندگی راضی‌کننده‌ای برخوردار نیستند، چرا که فعالیت زندگی آن‌ها - به‌عنوان عامل اجتماعی مولد - خالی از هرگونه کنش یا رضایت گروهی است و هیچ‌گونه مالکیتی بر زندگی یا محصولاتشان ندارند.

## مفهوم
مفهوم الیناسیون (از خود بیگانگی) نخستین بار از طرف هگل مطرح گشت و بر دانش بشری به گونه‌ای مدون افزوده شد. به گمان هگل، از خود بیگانگی به معنای عدم آگاهی به این واقعیت اساسی است که چیزی جز ذهن وجود ندارد و هر مرحله از تاریخ که به این حقیقت آگاهی نداشته باشد در حالت از خود بیگانگی قرار دارد. از این رو مبحث الیناسیون در نگاه هگل با مبحث آگاهی رابطه‌ای تنگاتنگ پیدا می‌کند، هرچند مقصود از آگاهی، آگاهی به کلّیت و مطلق بودن ذهن است و هر نگاهی که چیزی فرای این ذهن را دریابد با بیگانگی از خویش مواجه است. چون چیزی فراتر از این ذهن و روح مطلق وجود نخواهد داشت.